# Gran Maestro (cómic)
El Gran Maestro (Grandmaster en el original inglés) es un personaje ficticio que aparece en los cómics estadounidenses publicados por Marvel Comics. El personaje apareció por primera vez en The Avengers # 69. Es uno de los eternos Primigenios del Universo sin edad y ha dominado la mayor parte de los juegos de azar y habilidad de casi todas las civilizaciones conocidas. Diferentes apariciones en los medios lo representan como el hermano del Coleccionista.
Jeff Goldblum interpretó al personaje en la película de Universo cinematográfico de Marvel: Thor: Ragnarok (2017) y en un cameo durante los créditos de cierre de Guardianes de la Galaxia vol. 2 (2017). Goldblum también volverá a interpretar el papel en la serie animada What If...? (2021).

## Historial de publicaciones
El Gran Maestro apareció por primera vez en The Avengers # 69 (octubre de 1969). El personaje fue creado por Roy Thomas y Sal Buscema.

## Biografía
Aunque su origen preciso es desconocido, es uno de los seres más antiguos del universo. Proviene de una de las primeras razas inteligentes que evolucionaron tras el Big Bang. Fue poseedor de la Gema de la Mente, una de las seis Gemas del Infinito, pero Thanos el Titán se la arrebató. Es un jugador cósmico cuyos juegos preferidos suelen implicar la lucha entre dos grupos. Ha usado como peones en sus juegos al Escuadrón Siniestro, a Daredevil, a los Defensores, a Los Vengadores, a Ultraforce y a la Liga de la Justicia.
En su primera aparición, el Gran Maestro jugó un juego contra Kang el Conquistador por el poder de resucitar a Ravonna o destruir el planeta Kang, usando a los Vengadores y al Escuadrón Siniestro como peones. Sin embargo, los esfuerzos de Kang fallaron debido a la intervención del Caballero Negro, lo que significa que los Vengadores técnicamente no ganaron su lucha, lo que provocó que Kang sacrificara el poder para resucitar a Ravonna por el poder de matar a los Vengadores, y este intento fracasó nuevamente cuando el regalo del Gran Maestro literalmente le dio a Kang el poder de matar solo a los Vengadores en lugar de al Caballero Negro que actualmente no está afiliado. Más tarde usó a los Defensores como peones en un juego contra el Prime Mover.
Más tarde, el Gran Maestro desafió a la Muerte a un juego de estrategia, con el poder de resucitar a su compañero anciano El Coleccionista como premio. Los dos lados del juego utilizaron una gran colección de héroes de la Tierra como peones; el Gran Maestro prometió que, si ganaba, nunca volvería a usar a los héroes de la Tierra como sus peones. El Gran Maestro ganó, solo para aprender que el poder de la resurrección solo podía usarse si alguien más moría en el lugar de la persona resucitada. No obstante, el Gran Maestro sintió que el juego estaría incompleto a menos que se usara el poder, señalando que "¡Nunca, en mil juegos en mil mundos, he abandonado la mesa antes de que terminara el juego!" La muerte sugirió que usara las vidas de los héroes en su lugar, pero, no dispuesto a romper su promesa de nunca más manipularlos, en lugar de eso sacrificó su propia vida para resucitar al Coleccionista.
El Gran Maestro volvió de la muerte y engañó a ambas secciones de los Vengadores (Costa Este y Costa Oeste) a desafiarse entre ellos. Con ello, el Gran Maestro consiguió su meta original: capturar a la Dama Muerte y usurpar su poder. Forzó a los Vengadores a participar en una competición contra la Legión de los No Vivos y evitar la explosión de un conjunto de poderosas bombas, siendo el destino de toda la creación lo que estaba en juego. El Capitán América y Ojo de Halcón fueron los únicos héroes que lograron sobrevivir; el resto de los Vengadores fueron asesinados y se unieron la Legión. Mientras el Gran Maestro preparaba el encuentro entre estos dos héroes y la Legión, Ojo de Halcón le convenció para decidirlo todo a un juego de azar. Ojo de Halcón mostró dos flechas, una en cada mano, ocultando con su puño las cabezas. El Gran Maestro ganaría si adivinaba en qué mano estaba la última cabeza de flecha de Ojo de Halcón. La flecha que escoge el Gran Maestro no tiene cabeza (Ojo de Halcón admitiría más tarde que hizo trampa: ninguna de las flechas tenía cabeza) y esa distracción permite a la Muerte escapar de sus ataduras y desterrar al Gran Maestro y a todos los Primigenios de su reino para siempre, haciéndolos inmortales a todos los efectos. Como recompensa, devolvió la vida a los Vengadores fallecidos. Este incidente es lo que llevó a la Muerte a prohibir la muerte de los Ancianos, confirmado por el Gran Maestro en los paneles finales del número, justo antes de que exprese interés en el renovado juego de béisbol de los Vengadores.
El Gran Maestro y un grupo de Primigenios del Universo conspiraron para matar a Galactus y así reiniciar el universo. Según su teoría, si ellos no podían morir, se convertirían en los amos del nuevo universo como únicos supervivientes. El Gran Maestro se enfrentó a Galactus y Silver Surfer y fue uno de los cinco Ancianos capturados y consumidos por Galactus. Los Ancianos devorados causaron a Galactus "indigestión cósmica" desde dentro hasta que fueron expulsados de él por Maestro de la Orden y Señor del Caos. Cuando Silver Surfer pidió a los cinco Ancianos que los ayudaran a ayudar a Galactus a derrotar al In-Betweener, el Gran Maestro se negó porque anularía una apuesta solemne que los Ancianos habían hecho, por lo que el Campeón lo restringió físicamente hasta que la batalla terminara. Momentos después, los cinco Ancianos usaron sus Gemas del Infinito para viajar instantáneamente muy lejos de Galactus y su venganza.
El Gran Maestro viajó al Ultraverse para recolectar las Gemas del Infinito que estaban en posesión de Loki. Ambos deciden hacer una competencia por la posesión de gemas, enfrentando a los Vengadores contra Ultraforce. Sin embargo, ambos perdieron las gemas ante la entidad Némesis.
En 2004 el Gran Maestro organizó un encuentro entre los Vengadores y la Liga de la Justicia en un intento de salvar el Universo Marvel del villano del Universo DC Krona, cuando Krona llegó al Universo Marvel en busca de respuestas sobre el origen de la creación. En un intento por salvar su universo, el Gran Maestro desafió a Krona a un juego para la identidad de un ser en el Universo Marvel que había vivido el Big Bang al enfrentar a los Vengadores y la JLA entre sí en una 'búsqueda del tesoro' de doce elementos. de poder, con Krona eligiendo a los Vengadores como su equipo, solo para que Krona se volviera contra el Gran Maestro cuando perdió debido a que el Capitán América ayudó a Batman a obtener el Cubo Cósmico. Aunque los poderes anti-energía de Krona pudieron derrotar fácilmente tanto al Gran Maestro como a Galactus, el Gran Maestro reveló que el juego era un truco y pudo usar los elementos reunidos para fusionar los dos universos y atrapar a Krona en su 'punto de unión'. Sin embargo Krona aceleró el proceso, con la intención de destruir ambos universos y conocer sus secretos. El Phantom Stranger guio a los dos equipos hasta el Gran Maestro, quien les mostró la verdad de la realidad y luego murió. Sin embargo, el Gran Maestro volvió a la vida cuando la realidad volvió a la normalidad y se reveló que había estado jugando con el Nuevo Dios Metrón.
Más tarde, el Gran Maestro recreó su Escuadrón Siniestro, con nuevas encarnaciones de los miembros Doctor Espectro e Hyperion, para luchar contra los Thunderbolts del Barón Helmut Zemo. Ha estado usando este escuadrón para destruir varias fuentes de energía extradimensional, conocidas colectivamente como el "manantial universal", aparentemente para evitar que Zemo las controle. Zemo dispersó al Gran Maestro en una batalla por el manantial final. En Thunderbolts # 108 fue restaurado y luchó contra Zemo por el control de la Tierra, sin embargo, usando todo el poder de la Tierra que le habían prestado los superhumanos de la Tierra, Zemo pudo quitarle sus poderes. Zemo luego le disparó al Gran Maestro en la cabeza, aparentemente matándolo.
El Gran Maestro regresa, prometiéndole a Hulk el resurgimiento de su amor perdido hace mucho tiempo, Jarella (aunque en el pasado se pensó que esto estaba más allá de sus poderes), si participa en una batalla a muerte con un equipo de su elección. Hulk elige al Doctor Strange, Namor y Silver Surfer. Sin embargo, el Gran Maestro los toma de diferentes puntos en el tiempo (específicamente, momentos en los que perdieron sus mayores amores), y los enfrenta a un equipo reunido por el Coleccionista llamado los Ofensores (que está compuesto por Red Hulk, Barón Mordo, Tiburón Tigre y Terrax). Esto nuevamente causa conflicto con Galactus. Tras la conclusión de esta batalla, el Gran Maestro aparentemente es asesinado por Red Hulk, y el Coleccionista abandona, simplemente dejando a Hulk con el cuerpo sin vida de Jarella.
Vuelve el Gran Maestro, con actitud más infantil. Ha desarrollado sentimientos románticos hacia la heroína X-Man, Dazzler. Con ese fin, organiza un derby de patinaje en el que ella y dos amigos se enfrentan a docenas de supervillanos. Esto enfurece a Dazzler, porque el romance no implica poner a la persona que te importa en un peligro aparentemente mortal.
Ocho meses después de la historia de "Secret Wars" como parte de "All-New, All-Different Marvel", el Gran Maestro compite contra Coleccionista en Battlerealm (una ubicación que se compone de lo que queda de Battleworld) en un nuevo Concurso de Campeones. siendo el premio un artefacto llamado Iso-Sphere.
Durante el arco de "No Surrender", el Gran Maestro forma su versión de la Legión Letal para enfrentarse al Orden Negro de Challenger en un concurso que involucra a los pirámides. Más tarde se revela que la Voyager es la hija del Gran Maestro a quien usó en sus planes para reclamar los Pirámoides. Su plan finalmente fue derrotado cuando el Láser Viviente se enfrentó al Gran Maestro y lo provocó a un juego de póquer, y Santos posteriormente aumentó las apuestas del juego hasta que llegó a un punto en el que lo que estaba en juego era que el perdedor tendría todos los recuerdos de sus logros borrados de la memoria de todos los que los conocían. Ante esta potencial pérdida, el Gran Maestro se retiró a pesar de su ignorancia de la mano de Santos, ya que no podía soportar perder todo así, mientras que Santos aceptó que ser un Vengador significaba hacer lo correcto porque era lo correcto en lugar de porque sería recordado por ello.
Durante la historia de "Empyre", se revela que el Gran Maestro tiene una hermana llamada Profiteer, otro Anciano del Universo.

## Poderes y habilidades
El Gran Maestro ha sido descrito como manipulador del llamado "poder primordial", la radiación que quedó del Big Bang, y es uno de los Ancianos más poderosos del Universo. Sin embargo, su poder está considerablemente por debajo del de Galactus y el In-Betweener. Se ha dado a entender que el Gran Maestro puede, y en algunos casos lo ha hecho, utilizar tecnología muy avanzada para aumentar sus habilidades y realizar hazañas que normalmente podrían superarlo. Si bien se desconoce el alcance de esto, se sabe que el Gran Maestro tiene acceso y dominio de la tecnología más allá de la comprensión humana. 
El Gran Maestro posee una fuerza de vida cósmica que lo vuelve virtualmente inmortal, incluida la inmunidad al envejecimiento, las enfermedades, el veneno y la impermeabilidad a las lesiones convencionales a través de la regeneración de cualquier daño. Puede sobrevivir y viajar por el espacio sin ayuda y sin comida, bebida o aire. Puede utilizar su fuerza vital cósmica para una variedad de efectos, incluida la levitación, la proyección de explosiones de energía cósmica, la teletransportación a través del espacio y el tiempo y dimensiones alternativas, ajustar su tamaño, controlar el tiempo para interactuar con seres que se mueven a una velocidad sobrehumana o transformación. y reordenamiento de la materia a escala planetaria. Quizás su habilidad más temible es su poder sobre la vida y la muerte. El Gran Maestro puede "querer" la muerte de otro ser. Se desconoce si podrá desear la muerte de otro ser inmortal virtual. Él también puede "Muerte", él y los otros Ancianos no pueden morir.
Tiene un intelecto sobrehumano altamente desarrollado, con un vasto conocimiento y comprensión de los juegos y la teoría de juegos mucho más allá de la Tierra actual, así como un conocimiento enciclopédico de miles de juegos exóticos jugados en todo el universo. Puede calcular diversas probabilidades de información baja en una décima de segundo y recordar innumerables reglas y datos. También posee ciertas habilidades extrasensoriales de percepción mental más allá de las conocidas actualmente que le permiten sentir cosas sobre su entorno no detectables por los sentidos normales, y mantiene un vínculo psíquico con las computadoras altamente avanzadas de su mundo base, que amplían y mejoran su entorno. Habilidades mentales.
El Gran Maestro tiene acceso a varios dispositivos extraterrestres exóticos según sea necesario, incluidas las naves espaciales.

## Adaptaciones a otros medios

### Televisión
- El Gran Maestro aparece en la serie Fantastic Four: Eorld's Greatest Heroes, en el episodio "Contest of Champions", con voz de French Tickner. Hace que Los 4 Fantásticos se enfrenten contra el Super-Skrull, Ronan el Acusador, el Hombre Imposible y Annihilus en un torneo.
- El Gran Maestro aparece en The Super Hero Squad Show, episodio "Whom Continuity Would Destroy", con la voz de John O'Hurley. Él y Thanos enfrentan a Iron Man, Bruja Escarlata y Hulk contra Nighthawk, del Escuadrón Supremo, Power Princess e Hyperion, por la Gema de la Mente.
- El Gran Maestro aparece en la tercera temporada de Ultimate Spider-Man, en los episodios de 4 partes de "Contest of Champions"[30] con la voz de Jeff Bennett. Trae a todos los villanos para enfrentarse a su hermano, el Coleccionista, junto con Spider-Man, sus compañeros héroes, los Vengadores y los Agentes de S.M.A.S.H. (el equipo de Hulk) por el destino de Nueva York.
- El Gran Maestro aparece en la serie Guardianes de la Galaxia, en el episodio 4, "Toma el milano y huye", con la voz de Jason Spisak.[31] Aquí se lo muestra como dueño de la estación espacial Conjunction. En el episodio "Vaqueros del espacio", el Gran Maestro y el Coleccionista se revelan como hermanos, ambos tratando de matarse el uno al otro. Después de que el Coleccionista trata de matar al Gran Maestro con moombas que explotan si comen algo que no sea la hierba, el Gran Maestro contrata a los Ravangers para llevar a los moombas a Knowhere y en el episodio, "El juicio de Gamora", teniendo a Gamora para que pueda emitir sus juicios a través de la galaxia.

### Cine
El Gran Maestro aparece brevemente en la película de animación Planet Hulk. Se le ve en el Coliseo observando luchar a Hulk y sus amigos, y está en el fondo cuando el Rey Rojo hace su primer discurso.

### Universo cinematográfico de Marvel
El Gran Maestro aparece en las películas ambientadas en el Universo Cinematográfico de Marvel, interpretado por Jeff Goldblum. En esta versión se lo presenta como gobernante de Sakaar, y es el hermano del Coleccionista. A diferencia de su aparición en los cómics, no tiene la piel azul. Esto se debe a que los realizadores no quisieron menoscabar la personalidad de Goldblum al ocultar su apariencia, especialmente porque Goldblum ya había interpretado a un personaje de color azul en Earth Girls Are Easy:
- El Gran Maestro aparece en un cameo al final de Guardianes de la Galaxia vol. 2. Se lo ve bailando durante los títulos de créditos.[33][34]
- El Gran Maestro aparece en Thor: Ragnarok.[35] Es el regente del planeta ficticio Sakaar. Cuando Thor es teletransportado a Sakaar mientras lucha contra Hela, Valkyrie lo captura y lo lleva al Gran Maestro, quien lo obliga a enfrentarse a su "Campeón" (Hulk, compañero vengador de Thor que llegó a Sakaar después de los eventos de Avengers: Age of Ultron) en un duelo al estilo gladiadores. Manipula la pelea cuando ve que Thor va ganando ventaja sobre Hulk en el duelo. Más tarde, cuando Thor escapa y obtiene la ayuda de Valkyrie, descubre que el Gran Maestro tiene muchas naves espaciales en su inventario. Roba una con su hermano Loki, y luego se entera de que el Gran Maestro la utiliza para actividades recreativas en lugar de batallas. En una escena posterior a los créditos, el Gran Maestro se enfrenta a algunos rebeldes en el vertedero y les dice que su revolución ha terminado en un empate.
- Goldblum está listo para repetir su papel como Gran Maestro en la serie animada de Disney+, What If...?[36] En el episodio "¿Qué pasaría sí... Thor fuera hijo único?", una variante del Gran Maestro sirve como DJ para la fiesta de Thor en la Tierra. En el episodio, "¿Qué pasaría sí... Ultron ganará?", su otra variante es asesinado por Ultron durante la invasión de Sakaar por parte de este último.
- El Gran Maestro regresará en la próxima película de acción en vivo Thor: Love and Thunder (2022),[37] pero sus escenas fueron cortadas.[38]

### Videojuegos
- El Gran Maestro aparece en Marvel Super Hero Squad: The Infinity Guantlet, con voz de John O'Hurley. Wolverine y Iron Man terminan compitiendo en el concurso del Gran Maestro a fin de obtener la Gema del Alma.
- El Gran Maestro aparece como el villano principal en Marvel Super Heroes 3D: The Grandmaster Challenge, donde organiza un juego con Spider-Man, Wolverine, Capitán América, Thor, Iron Man y sus enemigos Doctor Doom, Lagarto, Juggernaut, Cráneo Rojo y algunos Centinelas.
- El Gran Maestro también es un personaje jugable en Lego Marvel's Avengers.
- Aunque se anunció que El Gran Maestro se podía reproducir en Marvel Future Fight,[39] no fue lanzado en la actualización mencionada.[40]
- El Gran Maestro aparece como un personaje no jugable en Marvel Contest of Champions.